# Le Breuil (Saona i Loira)
Le Breuil és un municipi francès, situat al departament de Saona i Loira i a la regió de Borgonya - Franc Comtat. L'any 2007 tenia 3.537 habitants.

## Demografia

### Població
El 2007 la població de fet de Le Breuil era de 3.537 persones. Hi havia 1.442 famílies, de les quals 320 eren unipersonals (154 homes vivint sols i 166 dones vivint soles), 640 parelles sense fills, 423 parelles amb fills i 59 famílies monoparentals amb fills.
La població ha evolucionat segons el següent gràfic:
Habitants censats

### Habitatges
El 2007 hi havia 1.544 habitatges, 1.458 eren l'habitatge principal de la família, 29 eren segones residències i 57 estaven desocupats. 1.400 eren cases i 143 eren apartaments. Dels 1.458 habitatges principals, 1.189 estaven ocupats pels seus propietaris, 257 estaven llogats i ocupats pels llogaters i 13 estaven cedits a títol gratuït; 4 tenien una cambra, 68 en tenien dues, 183 en tenien tres, 485 en tenien quatre i 719 en tenien cinc o més. 1.145 habitatges disposaven pel capbaix d'una plaça de pàrquing. A 647 habitatges hi havia un automòbil i a 710 n'hi havia dos o més.

### Piràmide de població
La piràmide de població per edats i sexe el 2009 era:
| Homes | Edats   | Dones |
| ----- | ------- | ----- |
| 0     | 95 o +  | 0     |
| 4     | 90 a 94 | 4     |
| 16    | 85 a 89 | 16    |
| 40    | 80 a 84 | 32    |
| 80    | 75 a 79 | 88    |
| 72    | 70 a 74 | 88    |
| 136   | 65 a 69 | 112   |
| 92    | 60 a 64 | 84    |
| 116   | 55 a 59 | 124   |
| 156   | 50 a 54 | 196   |
| 152   | 45 a 49 | 168   |
| 180   | 40 a 44 | 148   |
| 128   | 35 a 39 | 120   |
| 92    | 30 a 34 | 84    |
| 88    | 25 a 29 | 68    |
| 88    | 20 a 24 | 68    |
| 184   | 15 a 19 | 140   |
| 112   | 10 a 14 | 96    |
| 88    | 5 a 9   | 96    |
| 64    | 0 a 4   | 44    |

## Economia
El 2007 la població en edat de treballar era de 2.271 persones, 1.493 eren actives i 778 eren inactives. De les 1.493 persones actives 1.382 estaven ocupades (740 homes i 642 dones) i 110 estaven aturades (47 homes i 63 dones). De les 778 persones inactives 320 estaven jubilades, 180 estaven estudiant i 278 estaven classificades com a «altres inactius».

### Ingressos
El 2009 a Le Breuil hi havia 1.467 unitats fiscals que integraven 3.562 persones, la mediana anual d'ingressos fiscals per persona era de 19.666 €.

### Activitats econòmiques
Dels 91 establiments que hi havia el 2007, 3 eren d'empreses alimentàries, 5 d'empreses de fabricació d'altres productes industrials, 26 d'empreses de construcció, 18 d'empreses de comerç i reparació d'automòbils, 5 d'empreses de transport, 7 d'empreses d'hostatgeria i restauració, 1 d'una empresa financera, 3 d'empreses immobiliàries, 7 d'empreses de serveis, 6 d'entitats de l'administració pública i 10 d'empreses classificades com a «altres activitats de serveis».
Dels 32 establiments de servei als particulars que hi havia el 2009, 1 era una oficina de correu, 3 paletes, 4 guixaires pintors, 5 fusteries, 4 lampisteries, 6 electricistes, 1 empresa de construcció, 2 perruqueries, 4 restaurants, 1 agència immobiliària i 1 saló de bellesa.
Dels 8 establiments comercials que hi havia el 2009, 1 era un hipermercat, 1 un supermercat, 1 una botiga de més de 120 m², 2 fleques, 1 una fleca, 1 una peixateria i 1 una llibreria.
L'any 2000 a Le Breuil hi havia 23 explotacions agrícoles que ocupaven un total de 1.749 hectàrees.

## Equipaments sanitaris i escolars
Els 2 equipaments sanitaris que hi havia el 2009 eren farmàcies.
El 2009 hi havia 1 escola maternal i 1 escola elemental.

## Poblacions més properes
El següent diagrama mostra les poblacions més properes.